# Лігнау Олександр Георгійович
Лігнау Олександр Георгійович (нар. 28 лютого 1875 — пом. 5 лютого 1938) — український військовий діяч, генерал-майор (1917), генерал-хорунжий (1918) Української Держави. Перший військовий міністр Української держави (з 9 (8) травня 1918 р.)

## Життєпис
Народився в Ялті Таврійської губернії. Латиш. Закінчив Одеську Рішельєвську гімназію. Закінчив 3 курси фізико-математичного факультету Одеського університету.

### На службі російської імператорської армії

Німецький та український генералітет. Сидять зліва направо: 2-й Олександр Лігнау, 4-й Олександр Рогоза, 5-й Гюнтер фон Кірхбах, 7-й Вільгельм Ґренер

В службу вступив 12 червня 1896. Закінчив Олексіївське військове училище (1898). Випущений Підпоручиком (ст. 8 серпня 1898) в л-гв. Волинський полк. Поручик (ст. 8 серпня 1902). Закінчив Миколаївську Академію Генерального штаба (1905; по 1-му розряду). Штабс-Капітан гв. з перейменуванням в Капітани ГШ (28 травня 1905).
Цензове командування ротою відбував в 24-му піх. Сибірському полку (20 жовтня 1905-23 січня 1907). Ст. ад'ютант штаба 3-й Східно-Сибірської стр. дивізії(10 січня 1907-20 січня 1908). Помочник ст. ад'ютанта штаба Владивостоцької фортеці (20 січня 1908-14 жовтня 1911). Ст. ад'ютант штаба Заамурського округа Від. Корпуса Погр. Сторожи (14 жовтня 1911-19 березня 1913). Підполковник (ст. 6 грудня 1911). Штаб-офіцер для завдань при штабі 2-го Туркестанського арм. корпуса (з 19 березня 1913).
Учасник Першої світової війни 1914—1918. в.о. начальника штабу 80-ї піх. дивізії (з 22 вересня 1914). Полковник (ст. 6 грудня 1914). Нагороджений орденом Святого Георгія 4-го ступеня. (ВП 30 грудня 1915) і Георгіївською зброєю (ВП 7 лютого 1916). Командир 170-го піхотного Молодеченського полку (13 квітня 1916-7 лютого 1917). На 3 січня 1917 ст. в рангі Полковника встановлено з 6 грудня 1913. Начальник штабу 152-й піх. дивізії (7 лютого — 17 квітня 1917). Генерал-майор (пр. 8 квітня 1917). Начальник штабу 7-го Сибірського армійського корпусу (17 квітня — 27 серпня 1917). З 27 серпня 1917 командир 21-ї піхотної дивізії.

### На службі української армії
Наприкінці 1917 року перейшов на службу до української Центральної Ради і був призначений командиром 11-ї українізованої піхотної дивізії. У 1917 брав участь в українізації частин російської армії. В березні 1918 передав рештки дивізії до складу української армії, а сам став 2-м помічником військового міністра Центральної Ради полковника Жуковського.
В 1918 в гетьманській армії; 1-й товариш військового міністра. З 8 травня 1918 по 16 травня 1918 в.о. військового міністра. У травні 1918 призначений гетьманом П. Скоропадським заступником військового міністра О.Рогози, активно працював у галузі формування українських військових частин, зміцнення збройних сил Української Держави. 29 червня 1918 перейменований в чин Генерального Хорунжого (ст. 24 травня 1916). З 18 жовтня 1918 — командир 7-го стрілецького корпусу, який формувався у Харкові. За часів Директорії УНР був замінений П.Болбочаном.

### На службі білогвардійців
Після падіння гетьмана втік в Одесу. Пізніше виїхав на Дон, де хотів перейти на службу у Добрармію ген. А.Денікіна, але отримав відмову через свою службу в українській армії. Виїхав у Константинополь (за деякими даними був висланий за наказом ген. Денікіна). В березні 1919 поїхав в Владивосток. В 1919 перебував в резерві офіцерів Генерального штаба в управлінні 1-го генерал-квартирмейстера при Верховному головнокомандувачу А. В. Колчаку. З 15 серпня 1919 начальник етапно-господарського відділу штаба 1-й армії військ А. В. Колчака. Пізніше начальник постачання 3-й Сибірської армії.

### На службі РСЧА
Полонений частинами 5-й армії червоних в січні 1920. Перебував в розпорядженні штаба 5-й армії. В березні 1920 висланий в Москву. В розпорядженні Начальника Всероглавштаба (1 р.). В розпорядженні помуправдел РВСР Н. В. Пневського (22 травня 1920). Начальний відділення штатно-тарифного отд. Управдел РВСР (26 травня 1920). Помнач. штатной частини і штатно-тарифного отд. Управдел РВСР (23 квітня 1921).
В 1921 намагався виїхати в Латвію, але відмовився від свого наміру через відмову дружини. З 1 січня 1922 викладав в Військовій академії РСЧА (Ст. керівник груповими лекціями). На 1 березня 1923 ст. керівник з тактики Військової Академії РККА.

### Арешти і смерть
Заарештований в ніч з 01 на 02 січня 1931 року в справі «Весна». 15 лютого 1931 звільнений з служби. Винуватим себе не визнав. 18 липня 1931 засуджений до 10 років. В 1933 році звільнений з відновленням на службі.
Ст. викладач (нач. кафедри) тактики на курсах вдосконалення комсоставу «Постріл». В 1936 отримав військове звання комбриг. Проживав в Москві на Малому Хрестовоздвиженському провулку (буд. 2, кв. 9).
Знову заарештований 21 грудня 1937 із звинуваченням в шпіонажі на користь Німеччини. Винуватим себе не визнав. Засуджений 24 січня 1938 Комісією НКВС СРСР.
Розстріляний на Бутовському полігоні.
Реабілітований у вересні 1956.

## Нагороди
- Орден Святого Станіслава 3-го ступеня (1907);
- Орден Святої Ганни 3-го ступеня (1910; 13.03.1911);
- Орден Святого Станіслава 2-го ступеня (1913; 19.05.1914);
- Орден Святого Георгія 4-го ступеня (ВП 30.12.1915);
- Георгіївська зброя (ВП 07.02.1916).